# Acaricida
Un acaricida es un plaguicida que se utiliza para eliminar, controlar o prevenir la presencia o acción de los ácaros mediante una acción química.
Los ácaros son arácnidos diminutos de cuerpo ovalado en los que la cabeza, tórax y abdomen se encuentran fusionados en un cuerpo no segmentado. Al igual que la mayoría de los arácnidos presentan respiración traqueal y viven tanto en hábitats terrestres como acuáticos. Entre los ácaros más importantes se encuentran el ácaro rojo (Trombiculidae), el ácaro de la sarna (Sarcoptidae) que afecta a animales como la garrapata, los ácaros que infectan el folículo del pelo y de las glándulas sebáceas humanas (Demodicidae) y los que afectan a la piel de las aves (Dermanyssidae).

## Clasificación según su modo de acción
Este tipo de compuestos presentan las suficientes diferencias en cuanto a morfología, fisiología, reactividad y toxicología como para establecer diversas clasificaciones. Sin embargo, en este caso, nos centraremos únicamente en su mecanismo de acción.
- Activadores del canal cloro: Lactonas macrocíclicas tipo avermectinas (abamectina, doramectina, ivermectina) y milbemicinas (milbemicina, moxidectina)
- Antagonistas del receptor nicotínico de la acetilcolina: Neonicotinoides (acetamiprid, imidacloprid, tiametoxam...) y Espinosinas (Espinosad)
- Antagonistas del receptor GABA (canal cloro): Fenilpirazoides (fipronilo)[1]
- Bloqueadores selectivos de la alimentación: Pimetrocina y Flonicamid.
- Bloqueadores del canal de sodio dependiente del voltaje: Indoxacarb y Metaflumizona.Bloqueadores del canal de sodio dependiente del voltaje: Indoxacarb y Metaflumizona.
- Compuestos de modo de acción desconocido: Dicofol y Piridalilo
- Compuestos de modo de acción no específico: Azufre, Sulfato de bario, Aceites minerales y vegetales.
- Disruptores microbianos de las membranas digestivas: Bacillus thuringiensis var.aizawai, Bacillus thuringiensis var.israelensis, Bacillus thuringiensis var.kusrstaki, Bacillus thuringiensis var.tenebrionesis.
- Disruptores de la muda: Ciromazina.
- Disruptores de la ecdisona: Diacilhidracinas (metoxifenocida, tebufenocida) y Azadiractina.
- Inhibidores de la acetilcolinesterasa: Carbamatos (carbarilo, carbosulfán, metomilo...)
- Inhibidores de la colinesterasa: Organofosforados (diazinón, malatión, metamidofós, triclorfón...)
- Inhibidores del crecimiento de los ácaros: Clofentezina, Hexitiazox y Etoxazol.
- Inhibidores de la monooxidasa: Formamidinas (amitraz)
- Inhibidores de la síntesis de ATP: Acaricidas orgánicos de estaño (cihexaestan, fenbutestan.[2]) y Propargita.
- Inhibidores de la síntesis de quitina tipo 0, Lepidópteros: Benzoilureas (diflubenzurón, hexaflumurón, lufenurón, teflubenzurón...)
- Inhibidores de la síntesis de quitina tipo 1, Homópteros: Buprofezina
- Inhibidores de la síntesís de lípidos: Derivados del ácido tetrónico.
- Inhibidores neuronales: Bifenazato.
- Inhibidores de la aconitasa: Fluoroacetato.
- Inhibidores del transporte de electrones:Acaricidas METI, Acequinocilo, Fosfuro de aluminio, Cianida y Fosfano.
- Miméticos de hormonas juveniles:Fenoxicarb y Piriproxifén.
- Moduladores del canal sodio: Piretroides (acrinatrina, cipermetrina, deltametrina, etofenprox, permetrina...) y Piretrinas (piretrinas naturales y pelitre)
- Moduladores del receptor Rianodin: Diamidas
- Neurotóxicos: Organoclorados (lindano, toxafeno, hexacloruro de bencilo, aldrina, dieldrina, HCT, DDT...).

## Actividad
En sus cuatro fases de desarrollo (huevo, larva, ninfa y adulto) los ácaros son afectados de diferentes formas por los diversos acaricidas. Así, por ejemplo el Amitraz afecta únicamente a los estadios de huevo y larva mientras que el Hexitiazox y el Tebufenpirad actúan sobre las cuatro fases.

## Impacto ambiental
De acuerdo con lo establecido por la FAO (1987) todos los acaricidas deben ser considerados tóxicos para el hombre, los animales y el medio ambiente por lo que es indispensable mantener especial cuidado en la aplicación y eliminación de los residuos generados. El efecto directo de este tipo de productos es menos importante que el indirecto, el cual afecta a su fisiología y reproducción.
Los principales efectos de este tipo de sustancias sobre el medio ambiente y la salud humana son:
- La difusión ambiental en los diferentes sistemas (acuático, terrestre y aéreo).
- La toxicidad propia de cada compuesto.

Para referirse a ella se utiliza con bastante frecuencia la dosis letal 50 (DL50), definida como mg de plaguicida por kg de peso del animal, necesarios para producir la muerte del 50% de individuos de la especie considerada. Puede hacer referencia a toxicidad oral,crónica o aguda, dérmica y por inhalación. Para el hombre las vías más frecuentes de intoxicación son a través del aparato respiratorio y la piel. También se utilizan entre otras unidades de medida, la concentración letal (CL50)y la concentración efectiva 50 (CE50). Hay que considerar que algunas sustancias pueden ocasionar efectos sinérgicos con otras, potenciando la toxicidad. Según el grado de toxicidad podemos dividir tres grupos las sustancias: A(poco tóxicas), B(medianamente tóxicas) y C(muy tóxicas)
- La capacidad de acumulación en la cadena trófica.

Debido a su persistencia y su elevada solubilidad en grasas, al ser ingeridos pueden acumularse en el tejido adiposo,lo que produce su acumulación en la cadena trófica.
- La persistencia en el medio ambiente.La persistencia de un plaguicida en el medio ambiente (aguas o suelos ) se define como el tiempo necesario para que pierda el 95% de su actividad ambiental, o mediante el concepto de vida media, siendo esta el tiempo que tarda en degradarse la mitad de la cantidad de pesticida aplicada. Este tiempo puede variar considerablemente de unos a otros pesticidas. Se habla de pesticidas persistentes si la vida media es superior a 6 meses–1 año, moderadamente persistentes de 2 a 4 meses y fácilmente degradables si es inferior a 15 días. Los procesos de degradación más importantes son de tipo bioquímico(biodegradación), así como de carácter químico (oxidación, hidrólisis...) y también fotoquímico.

La velocidad de biodegradación depende de varios factores, entre los cabe destacar:
- Estructura molecular: los compuestos aromáticos y halogenados son más resistentes y la velocidad de biodegradación disminuye al aumentar el peso molecular y disminuir la velocidad en agua.
- Temperatura, pH de medio y concentración de microorganismos.

De todas formas, la toxicidad, persistencia e impacto ambiental varía mucho de unos a otros acaricidas. Como criterio general a la hora de elegir un posible acaricida han de considerarse, por un lado, los posibles beneficios (acción contra la plaga) y, por otro, los riesgos ecológicos y humanos derivados de su aplicación.
Los efectos sobre el medio ambiente pueden minimizarse mejorando los métodos de aplicación, ajustando la dosis y conociendo los efectos y características concretas de los distintos acaricidas.
- Desequilibrios ecológicos
- Resistencia.

Efectos de algunos acaricidas
- Avermectinas: son tóxicos para los organismos acuáticos aunque poco persistentes.
- Organofosforados: son derivados de ácidos fosfóricos y tiofosfóricos. No son persistentes,de ahí que se descompongan en días o semanas y no se encuentren en las cadenas tróficas, pero si son mucho más tóxicos para los seres humanos y otros mamíferos que los organoclorados, originando problemas inmediatos de salud tras la exposición a estos compuestos por inhalación, ingestión o absorción a través de la piel. Este tipo de compuestos actúan inhibiendo la acción de la acetilcolinesteresa, cuya función biológica consiste en catalizar la hidrólisis de la acetilcolina que rige las transmisiones de los impulsos nerviosos.Actualmente podemos dividirlos en 4 grupos:
  - Ésteres fosfóricos
  - Ésteres tiofosfóricos
  - Ésteres ditiofosfóricos
  - Ésteres fosfónicos
    - Carbamatos: son persistentes y tóxicos para una gran variedad de organismos (mamíferos, aves, insectos...). Son compuestos derivados del ácido carbámico H2NCOOH, cuyas fórmulas son del tipo RR1NCOOR2. Su uso se inició en los años 50. Su modo de acción es similar al de los organofosforados. Son compuestos además que poseen una vida corta en el medio ambiente, ya que reaccionan con agua y se descomponen para dar productos más simples e inocuos. Son atractivos para algunas aplicaciones, ya que su toxicidad epidérmica es bastante baja.
    - Organoclorados: son muy persistentes en el medio y en los organismos vivos, en los que se acumulan. Debido a ello su uso está limitado por la Unión Europea.

La mayoría de estos acaricidas presentan propiedades notables como:
- Estabilidad a la descomposición o degradación en el medio ambiente.
- Bajas solubilidad en agua, excepto si las moléculas presentan átomos de oxígeno o nitrógeno.
- Alta solubilidad en medios hidrocarbonados, como la materia grasa de los organismos vivos.
- Relativamente alta toxicidad a los insectos, pero baja a los seres humanos.

La contaminación en medios acuáticos originada por este tipo de compuestos puede llevar a ciertos engaños. Ya que la mayoría de los compuestos organoclorados son más solubles en medios orgánicos que en agua. Por tanto en reservorios de agua, como ríos y lagos, es más probable que los compuestos organoclorados se unan a las superficies de las partículas de materia orgánica suspendidas en el agua y en los sedimentos fangosos que están en el fondo.A partir de estas fuentes, estos compuestos entran en organismos vivos como los peces. Por lo tanto muchos de estos compuestos se encuentran en los tejidos de los peces a concentraciones muy superiores en los organismos vivos que en las aguas en las que se encuentran. Hay varias razones para que ocurra esta bioacumulación de compuestos químicos en sistemas biológicos.
En primer lugar, muchos compuestos organoclorados son como comentamos anteriormente más solubles en medios hidrocarbonados, como los tejidos grasos de los peces en agua. Así pues,cuando el agua pasa a través de las branquias de los peces, los compuestos se difunden selectivamente del agua a la carne grasa de animal, donde está más concentrada. Este tipo de proceso (que también afecta a otros organismos además de los peces se llama bioconcentración.
Además los peces también bioacumulan los compuestos orgánicos que están incorporados en los alimentos que comen y en la ingestión de partículas presentes en el agua en los sedimentos, en los que están adsorbidos este tipo de compuestos. En muchos de estos casos, los compuestos químicos no son metabolizados por los peces; la sustancia simplemente se acumula en los tejidos grasos del pez, lugar donde su concentración aumenta con el tiempo. Además se ha observado que la concentración promedio de muchos compuestos también aumenta drásticamente a medida que se va bajando por la red trófica,la cual es una secuencia de especies cada una de las cuales se alimenta de la anterior cadena.
Según su estructura química la mayoría de los acaricidas de este grupo presentan estructuras análogas al DDT:
- Piretroides: son tóxicos para los insectos, los peces y organismos acuáticos pero no para los mamíferos.
- Propargita: presenta una baja toxicidad en animales aunque si produce irritación y sensibilización.

## Métodos de aplicación sobre animales
- Baños: método sencillo y eficaz que requiere que los baños se construyan de tal manera que la entrada y salida de los animales se realice con facilidad. El manejo de la solución exige emplear la concentración de acaricida adecuada y mantener ésta sin contaminantes.
- Mangas de rociado y aspersión: método rápido y económico basado en un circuito de tuberías y boquillas estratégicamente situadas, a través de las cuales el producto acaricida es bombeado a baja presión desde un depósito.
- Aspersión o rociado manual: versión portátil de la manga de rociado pero menos eficaz.
- Unción manual: es un método poco práctico que sólo tiene utilidad en ocasiones puntuales.

## Acaricidas más habituales
- Amitraz: ovo-larvicida aplicado no sólo en la agricultura sino también en la ganadería (eliminación de garrapatas).
- Azufre: acaricida y fungicida ampliamente utilizado en huertos, plantas ornamentales, vegetales...
- Dicofol: actúa sobre los ácaros adultos, posee una elevada actividad residual y una extensa aplicación agrícola.

Compuesto similar al DDT, pero que ha sustituido el grupo tricloroetano por otro tricloroetanol.
- Propargita: acaricida con acción residual.
- Tetradifon: ovicida sin actividad en ácaros adultos e importante acción residual.

También similar al DDT pero han sustituido el grupo tricloroetano por un grupo sulfonato o sulfona.
- Etión y Piridafention: insecticidas fosforados que presentan capacidad acaricida.
- Hexitiazox y Fenbutestan: compuestos orgánicos sintéticos diseñados específicamente para combatir ácaros, aunque algunos también presentan actividad insecticida.